# Maypearl, Texas
Maypearl là một thành phố thuộc quận Ellis, tiểu bang Texas, Hoa Kỳ. Năm 2010, dân số của xã này là 934 người.

## Dân số
- Dân số năm 2000: 746 người.
- Dân số năm 2010: 934 người.